# Vestec, Nymburk
Vestec là một làng thuộc huyện Nymburk, vùng Středočeský, Cộng hòa Séc.